# Le Cauchemar de Mickey
Pour plus de détails, voir Fiche technique et Distribution.
Le Cauchemar de Mickey (Mickey's Nightmare) est un dessin animé de Mickey Mouse produit par Walt Disney pour United Artists et sorti le 13 août 1932.

## Synopsis
Après avoir fait une prière, Mickey va dormir, ayant quand même demandé à Pluto de dormir dans son panier (en réalité une bassine). Il embrasse la photo de Minnie placée sur sa table de chevet et pose à côté un Cupidon, pointant sa flèche vers la photo. Pluto profite de l'obscurité pour aller dormir près de son maître sous les draps.
Mickey rêve qu'il a épousé Minnie et qu'ils ont eu plusieurs enfants. Mais ce sont des souris et ce sont pas moins d'une vingtaine de souriceaux, apportés par plusieurs cigognes qui envahissent la maison. Après être sortis du lit très agrandis, les souriceaux prennent Mickey et Pluto pour faire des cavalcades, jouent un morceau au piano, avec les rideaux, les débouches-éviers, les couteaux de cuisine et tout ce qui passe sous leurs mains. Ils trouvent ensuite les pots de peinture et se lancent dans la redécoration de la maison, usant de tous pleins d'objets pour peindre, chat et chien compris. Peu après, Mickey se réveille et décide de briser le Cupidon.

## Fiche technique
- Titre original : Mickey's Nightmare
- Autres Titres[1] :
  - Allemagne : Mickys Alptraum
  - France : Le Cauchemar de Mickey
  - Suède : Musse Piggs mardröm, Musses mardröm
- Série : Mickey Mouse
- Réalisateur : Burt Gillett
- Animateur : David Hand
- Voix : Walt Disney (Mickey), Marcellite Garner (Minnie)
- Producteur : Walt Disney, John Sutherland
- Distributeur : United Artists
- Date de sortie : 13 août 1932[2]
- Format d'image : Noir et Blanc
- Son : Cinephone
- Durée : 7 min
- Langue : (en)
- Pays :  États-Unis

## Commentaires
Ce film marque un changement dans le distributeur. Walt Disney a choisi de signer avec United Artists au lieu de Columbia Pictures, afin de pouvoir proposer de la couleur dans la série des Silly Symphonies, ce que refusait de faire Columbia.
C'est le premier film dans lequel Mickey a une progéniture. Cette dernière réalise un certain nombre de gags qui seront repris quelques mois plus tard dans The Wayward Canary (1932) avec des oisillons.
On peut voir dans le film une machine à laver le linge automatique.
Le studio Warner Bros. a réalisé une parodie de ce dessin animé mettant en scène Porky Pig et intitulée Porky's Romance (1937).